# Panamerikanische Spiele 2019/Karate
Bei den Panamerikanischen Spielen 2019 in Lima fanden vom 9. bis 11. August 2019 im Karate 14 Wettbewerbe statt. Austragungsort war die Polideportivo Villa El Salvador.
Für die Wettbewerbe hatten sich insgesamt 21 Nationen qualifiziert, in denen 132 Athleten an den Start gingen. Die Wettkämpfe fungierten auch als Qualifikationsturnier für die Olympischen Spiele 2020 in Tokio.
Erfolgreichste Nation waren die Vereinigten Staaten, deren Kämpfer fünf Goldmedaillen sowie je eine Silber- und Bronzemedaille gewannen. Dahinter folgte die Dominikanische Republik mit je drei Gold- und Bronzemedaillen und einer Silbermedaille. Platz drei sicherte sich Venezuela mit je zwei Gold- und Silbermedaillen sowie vier Bronzemedaillen, vor Gastgeber Peru mit zwei Gold- und vier Bronzemedaillen. Die übrigen beiden Goldmedaillen gingen an Kämpfer aus Brasilien und Chile.

## Wettbewerbe und Zeitplan
Insgesamt 14 Wettbewerbe wurden im Rahmen der Spiele im Karate ausgetragen. Dazu zählten je fünf Wettbewerbe bei den Männern und Frauen im Kumite sowie vier Konkurrenzen im Kata. In dieser Kategorie wurden je ein Einzel- und ein Mannschaftswettkampf für Männer und Frauen ausgetragen. Kata war damit erstmals seit den Panamerikanischen Spielen 2003 Teil des Wettkampfprogramms.

## Ergebnisse

### Kumite

#### Männer

##### Bis 60 kg
| Platz | Land      | Athlet              |
| ----- | --------- | ------------------- |
| 1     | Chile     | Joaquín González    |
| 2     | Brasilien | Douglas Brose       |
| 3     | Venezuela | Jovanni Martínez    |
| 3     | Uruguay   | Maximiliano Larrosa |

##### Bis 67 kg
| Platz | Land                    | Athlet            |
| ----- | ----------------------- | ----------------- |
| 1     | Venezuela               | Andrés Madera     |
| 2     | Chile                   | Camilo Velozo     |
| 3     | Dominikanische Republik | Deivis Ferreras   |
| 3     | Brasilien               | Vinícius Figueira |

##### Bis 75 kg
| Platz | Land                    | Athlet            |
| ----- | ----------------------- | ----------------- |
| 1     | Vereinigte Staaten      | Thomas Scott      |
| 2     | Brasilien               | Hernani Veríssimo |
| 3     | Guatemala               | Allan Maldonado   |
| 3     | Dominikanische Republik | Anderson Soriano  |

##### Bis 84 kg
| Platz | Land               | Athlet           |
| ----- | ------------------ | ---------------- |
| 1     | Vereinigte Staaten | Kamran Madani    |
| 2     | Mexiko             | Alan Ever Cuevas |
| 3     | Venezuela          | Freddy Valera    |

Der ursprüngliche Sieger Carlos Sinisterra aus Kolumbien wurde wegen Dopings nachträglich disqualifiziert.

##### Über 84 kg
| Platz | Land               | Athlet           |
| ----- | ------------------ | ---------------- |
| 1     | Vereinigte Staaten | Brian Irr        |
| 2     | Kanada             | Daniel Gaysinsky |
| 3     | Chile              | Rodrigo Rojas    |
| 3     | Kolumbien          | Diego Lenis      |

#### Frauen

##### Bis 50 kg
| Platz | Land               | Athletin         |
| ----- | ------------------ | ---------------- |
| 1     | Vereinigte Staaten | Shannon Nishi    |
| 2     | Mexiko             | Alicia Hernández |
| 3     | Guatemala          | Cheili González  |
| 3     | Brasilien          | Jéssica de Paula |

##### Bis 55 kg
| Platz | Land      | Athletin         |
| ----- | --------- | ---------------- |
| 1     | Brasilien | Valéria Kumizaki |
| 2     | Kanada    | Kathryn Campbell |
| 3     | Kuba      | Baurelys Torres  |
| 3     | Mexiko    | Paula Flores     |

##### Bis 61 kg
| Platz | Land                    | Athletin           |
| ----- | ----------------------- | ------------------ |
| 1     | Peru                    | Alexandra Grande   |
| 2     | Venezuela               | Claudymar Garcés   |
| 3     | Dominikanische Republik | Karina Díaz        |
| 3     | Mexiko                  | Xhunashi Caballero |

##### Bis 68 kg
| Platz | Land                    | Athletin        |
| ----- | ----------------------- | --------------- |
| 1     | Dominikanische Republik | Tanya Rodríguez |
| 2     | Chile                   | Susana Li       |
| 3     | Kolumbien               | Wendy Mosquera  |
| 3     | Venezuela               | Marianth Cuervo |

##### Über 68 kg
| Platz | Land                    | Athletin         |
| ----- | ----------------------- | ---------------- |
| 1     | Dominikanische Republik | Pamela Rodríguez |
| 2     | Venezuela               | Omaira Molina    |
| 3     | Vereinigte Staaten      | Cirrus Lingl     |
| 3     | Peru                    | Isabel Aco       |

### Kata

#### Männer

##### Einzel
| Platz | Land               | Athlet         |
| ----- | ------------------ | -------------- |
| 1     | Venezuela          | Antonio Díaz   |
| 2     | Vereinigte Staaten | Ariel Torres   |
| 3     | Panama             | Héctor Cención |
| 3     | Peru               | Mariano Wong   |

##### Mannschaft
| Platz | Land        | Athleten                                             |
| ----- | ----------- | ---------------------------------------------------- |
| 1     | Peru        | John Trebejo Oliver del Castillo Carlos Lam          |
| 2     | Mexiko      | Waldo Ramírez Diego Rosales Jesús Leonardo Rodríguez |
| 3     | Argentinien | Martín Juiz Luca Impagnatiello Sebastián González    |
| 3     | Brasilien   | Guilherme Silva Lucas Santos Victor Mota             |

#### Frauen

##### Einzel
| Platz | Land                    | Athletin        |
| ----- | ----------------------- | --------------- |
| 1     | Vereinigte Staaten      | Sakura Kokumai  |
| 2     | Dominikanische Republik | María Dimitrova |
| 3     | Venezuela               | Andrea Armada   |
| 3     | Peru                    | Ingrid Aranda   |

##### Mannschaft
| Platz | Land                    | Athletinnen                                        |
| ----- | ----------------------- | -------------------------------------------------- |
| 1     | Dominikanische Republik | María Dimitrova Franchel Velázquez Sasha Rodríguez |
| 2     | Mexiko                  | Cinthia de la Rúe Pamela Contreras Victoria Cruz   |
| 3     | Brasilien               | Carolaini Pereira Sabrina Pereira Izabel Cardoso   |
| 3     | Peru                    | Saida Salcedo Sol Romani Rosa Almarza              |

## Medaillenspiegel
| Platz  | Land                    | Gold | Silber | Bronze | Gesamt |
| ------ | ----------------------- | ---- | ------ | ------ | ------ |
| 01     | Vereinigte Staaten      | 5    | 1      | 1      | 7      |
| 02     | Dominikanische Republik | 3    | 1      | 3      | 7      |
| 03     | Venezuela               | 2    | 2      | 4      | 8      |
| 04     | Peru                    | 2    | —      | 4      | 6      |
| 05     | Brasilien               | 1    | 2      | 4      | 7      |
| 06     | Chile                   | 1    | 2      | 1      | 4      |
| 07     | Mexiko                  | —    | 4      | 2      | 6      |
| 08     | Kanada                  | —    | 2      | —      | 2      |
| 09     | Guatemala               | —    | —      | 2      | 2      |
| 09     | Kolumbien               | —    | —      | 2      | 2      |
| 11     | Argentinien             | —    | —      | 1      | 1      |
| 11     | Kuba                    | —    | —      | 1      | 1      |
| 11     | Panama                  | —    | —      | 1      | 1      |
| 11     | Uruguay                 | —    | —      | 1      | 1      |
| Gesamt | Gesamt                  | 14   | 14     | 27     | 55     |